# Emil Pažický
Emil Pažický (Hámos, 1927. október 14. – Pozsony, 2003. november 21.) szlovák labdarúgócsatár.
A csehszlovák válogatott tagjaként részt vett az 1954-es labdarúgó-világbajnokságon. 1955-ben ő lett a csehszlovák bajnokság gólkirálya.

## Pályafutása

### Klubcsapatokban
1945 és 1948 között a ŠK Žilinában játszott, majd a Slovan Bratislavába igazolt, ahol 1950-ig szerepelt, együttesével 1949-ben megszerezte az első bajnoki címét. A csapat a bajnokságban rekordnak számító 93 gólt szerzett, elsősorban a Vlastimil Preis, Pažický, Božin Laskov, Gejza Simanszky Géza (Gejza Šimanský), Viktor Tegelhoff támadóötösnek köszönhetően.
Ezután a ATK Prahába szerződött, és 2 évig a fővárosiakat erősítette. 1952-ben újra a Slovan középcsatára lett. 1955-ben visszatért a Žilina együtteshez. 1956 és 1960 között a Slovan csapatába került, immár harmadszor. A labdarúgó pályafutását a Jednota Trenčínben fejezte be 1960-ban.
A csehszlovák bajnokságban összesen 251 alkalommal lépett pályára, és 123 gólt szerzett. 1955-ben 19 góllal a liga gólkirálya lett. A Slovan Bratislava csapatával háromszor (1949, 1950, 1955) szerezte meg a csehszlovák bajnoki címet.

### A válogatottban
A csehszlovák válogatottban 1949. április 10-én, Prágában mutatkozott be egy emlékezetes mérkőzésen, amelyen Csehszlovákia 5–2-re felülmúlta a legendás Puskás Ferenc vezette erős magyar válogatottat. Pažický ezen a találkozón az ötödik gólt szerezte, amivel beállította a végeredményt.
Részt vett az 1954-es svájci világbajnokságon, összesen 18 mérkőzést játszott a válogatottban és 7 gólt szerzett.

## Sikerei, díjai

### Klubcsapatokkal
- csehszlovák bajnok (3): 1949, 1950, 1955

### Egyéni
- A csehszlovák bajnokság gólkirálya: 1955 (19 gól)
- A legjobb góllövők klubjának tagja (124 gól)

## Fordítás
- Ez a szócikk részben vagy egészben  az   Emil Pažický című lengyel Wikipédia-szócikk ezen változatának fordításán alapul.  Az eredeti cikk szerkesztőit annak laptörténete sorolja fel. Ez a jelzés csupán a megfogalmazás eredetét és a szerzői jogokat jelzi, nem szolgál a cikkben szereplő információk forrásmegjelöléseként.
- Ez a szócikk részben vagy egészben  az   Emil Pažický című szlovák Wikipédia-szócikk ezen változatának fordításán alapul.  Az eredeti cikk szerkesztőit annak laptörténete sorolja fel. Ez a jelzés csupán a megfogalmazás eredetét és a szerzői jogokat jelzi, nem szolgál a cikkben szereplő információk forrásmegjelöléseként.